# 松末

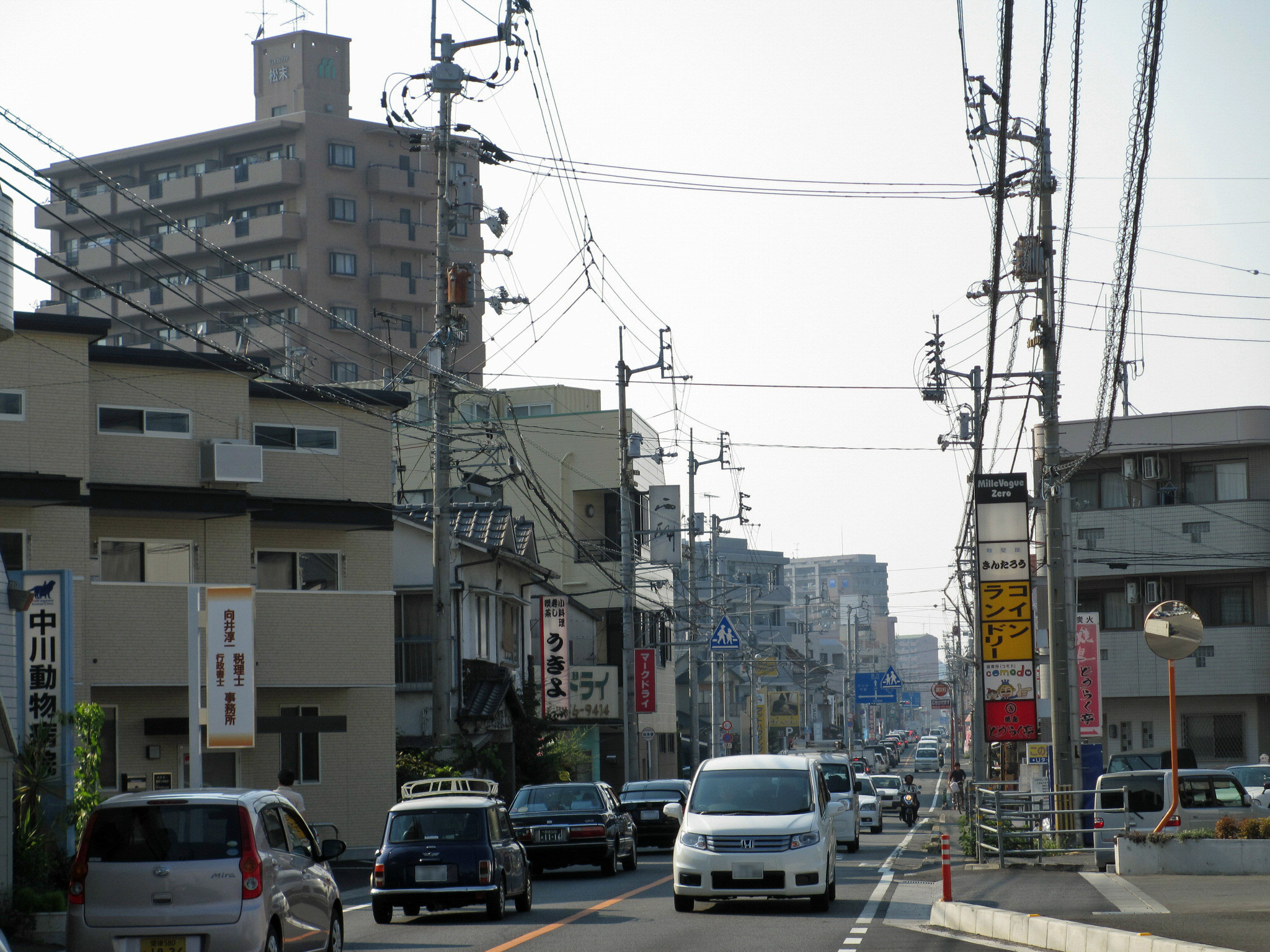
愛媛県道334号

松末（まつすえ）は愛媛県松山市の地名。現行行政地名は松末一丁目から松末二丁目。2012年1月1日現在の人口は2,378人、世帯数は1,145世帯。郵便番号は790-0915。

## 地理
松山市東部に位置する。
川附、桑原、束本、枝松、福音寺町、三町と接している。

## 校区
市立の小・中学校に通う場合、松末一丁目は北久米小学校、二丁目は福音小学校、桑原中学校の学区となる。

## 交通
愛媛県道334号松山川内線(旧国道11号)が走る。

## 施設
- 公共施設　松末公民館
- 病院　松山城東病院
- 商業施設　フジ松末店、レデイ薬局松末店